# Динамо (хоккейный клуб, Пардубице)
«Динамо» (чеш. HC Dynamo Pardubice) — профессиональный чешский хоккейный клуб из города Пардубице. Выступает в Экстралиге. Домашняя арена клуба — «Enteria Арена».

## История

### Чехословакия
Хоккей как вид спорта появился в Пардубице в начале XX века. Первые матчи проводились в формате бенди на замёрзшем льду озера Матични (чеш. Matiční jezero). Первый матч в «канадском стиле» был сыгран тут же в 1913 году.
Хоккейный клуб с названием «ЛТЦ Пардубице» (чеш. LTC Pardubice) организовал в 1923 году Вилем Вайс. Однако, принимать участие в соревнованиях команда начала только в сезоне 1930/31.
В 1947 году перед Рождеством в городе был открыт каток с искусственным льдом. В сезоне 1949/50 клуб выиграл турнир в своем дивизионе и вошёл в Экстралигу. Новый сезон 1950/51 в высшем чехословацком дивизионе команда начала с новым названием — «Славия». С тех пор Пардубице никогда не опускался в низшие дивизионы.
«Славия» недолго было названием команды. В сезоне 1952/53 оно было изменено на «Динамо». В эти годы карьеру в клубе начинают Бронислав Данда и голкипер Владимир Надрхал.
В 1960 году к команде приходит первый успех — бронзовые медали чемпионата Чехословакии. В этом же сезоне дворец спорта обзаводится крышей.
Следующий сезон команда опять обзаводится новым названием — «Тесла». Это название останется неизменным вплоть до 1991 года.
В 60-х годах Пардубице занимал в чемпионате Чехословакии места примерно в середине турнирной таблицы. В это время игроки клуба Иржи Долана и Станислав Прыл были представлены в Олимпийской сборной команде страны. В 1965 году Зденек Шпачек стал лучшим снайпером чемпионата с 33 голами. В этот период в команде происходит смена поколений, приходят новые талантливые игроки. Тройка нападающих Богуслав Штястны, Иржи Новак и Владимир Мартинец вскоре станут звездами чемпионата страны. Крайние нападающие тройки в 1972 году составе сборной на домашнем мировом чемпионате в Праге завоюют звание Чемпионов мира.
Первый титул чемпионов Чехословакии «Пардубице» завоевывает в 1973 году. Владимир Мартинец становится лучшим ассистентом лиги с 23 передачами, а также получает свою первую Золотую клюшку.
Сезон 1975/76 для клуба начинается с финала против московского «ЦСКА». В первой игре двухматчевой серии на своем поле игроки «Пардубице» делают практически невозможное — обыгрывают советскую команду со счётом 3:2. Однако в ответном матче в Москве уступают 1:6.
После победы в чемпионате команда в течение трех последующих сезонов остается в тройке лучших команд Чехословакии, завоевывает серебряные и бронзовые медали. Вратарь команды Иржи Црха, бывший в «Пардубице» вторым вратарем и выступавший на некоторых турнирах, но не завоевавший ни одной золотой медали, решает отправиться в эмиграцию. В результате он становится первым чехом в НХЛ.
В следующие несколько лет клуб не добивается таких значимых результатов как её отдельные игроки. Знаменитая тройка Мартинец-Новак-Штясны ещё раз выигрывает чемпионат мира. Владимир Мартинец становится лучшим распасовщиком чемпионата Чехословакии с 22 передачами в 1976 году, а также в течение 70-х трижды завоевывает «Золотую клюшку» как лучший игрок чемпионата. В 1979 он же становится лучшим снайпером с 42 голами.

Старая эмблема клуба

В 1982 году команда вновь переживает смену поколений. В клуб приходит вратарь Доминик Гашек, защитник Франтишек Мусил, нападающие Отакар Янецки и Иржи Шейба. Мусил и Шейба вместе с национальной сборной выиграют чемпионат мира в 1985, однако в это время они будут представлять армейский клуб «Дукла Йиглава». После этого Мусил отправится в НХЛ, а Шейба вернется в Пардубице, чтобы вместе с клубом завоевать два чемпионских титула сезонов 1986/87 и 1988/89. В обоих этих сезонах, а также в сезоне 1989/90 Доминик Гашек получает «Золотую клюшку». Кроме этого в сезоне 1988/89 Отакар Янецки с 41 передачей становится лучшим ассистентом лиги, а звание лучшего тренера по результатам опроса присуждается Владимиру Мартинецу. Ладислав Лубина признается лучшим нападающим в 1991 году.

### Экстралига
В начале сезона 1991/92 клуб изменяет название на ХК «Пардубице». В первом сезоне чешской Экстралиги команда представляла собой сплав молодости и мастерства. Это подтверждает присутствие в команде таких игроков как голкипер Радован Бигл, ставший впоследствии лучшим вратарем лиги, и Рихарда Крала, ставшего лучшим нападающим с 43 голами. Прекрасно показал себя 18-летний Милан Хейдук, которого прочили на звание лучшего новичка. Второе место клубу помог завоевать Марек Сикора, претендовавший впоследствии на звание лучшего тренера.
Однако, несмотря на второе место в первом сезоне ХК «Пардубице» в следующих чемпионатах скатывается на последние строчки турнирной таблицы. В сезоне 1995/96 команда и вовсе занимает 13 (из 14) место в регулярном сезоне и только успешное выступление в переходном турнире (2-е место из 4-х команд) оставляет клуб в высшем дивизионе. Клуб постепенно потерял многих игроков, в том числе Крала, Бигла, которых пришлось заменять юниорами. Среди этих юниоров был Петр Сикора. Милан Хейдук выигрывает Олимпийские игры в Нагано и после этого уезжает в НХЛ.
В следующем сезоне в команду прихшёл новый молодой тренер Милош Ржига и «Пардубице» существенно улучшает свою игру. В сезоне 1996/97 команда становится 4-й в лиге. Несмотря на отсутствие медалей отдельные игроки показывают хорошие личные результаты. Например, Петр Сикора в 2001 году становится лучшим нападающим с 26 голами в сезоне.
В 2001 году существенной реконструкции подвергся стадион команды, который получает новое имя — «Духова Арена». Следующие два сезона успешно выступала юниорская команда, завоевавшая два чемпионских титула. Однако, первая команда не могла пройти даже первый раунд плей-офф.
Следующий чемпионский титул «Пардубице» завоевывал в сезоне 2004/05. Капитаном команды был Иржи Допита, а вратарем словак Ян Лашак. Благодаря локауту в НХЛ в команде выступала тройка нападающих Ян Булис, Михал Микеска и Милан Хейдук, которые заняли первые три места в списке лучших бомбардиров лиги по системе гол+пас. Титул лучшего игрока плей-офф достался Алешу Хемски. Финал был выигран у «Злина» с разгромным счётом 4:0 и впервые за последние 16 лет титул Чемпиона Чехии вернулся в Пардубице. Этот успех был повторён в сезонах 2009/2010, когда ворота команды защищал Доминик Гашек и в сезоне 2011/2012. В 2015 году клуб вернул старое название — «Динамо».

## Достижения

#### Чехословакия
Чемпион Чехословакии (3): 1973, 1987, 1989
 Серебряный призёр (2): 1975, 1976
 Бронзовый призёр (5): 1960, 1974, 1983, 1984, 1986

#### Экстралига
Чемпион Чехии (3): 2005, 2010, 2012
 Серебряный призёр (3): 1994, 2003, 2007
 Бронзовый призёр (1): 2011

#### Еврокубки
Финалист кубка европейских чемпионов (2): 1974, 1988

## Чемпионские команды

### Чемпионат Чехословакии

#### 1972/73
Вратари: Иржи Црха, Ян Раца
Защитники: Франтишек Панхартек, Карел Вогралик, Иржи Андрт, Горимир Секера, Павел Дочкал, Антонин Славик, Владимир Бездичек, Иржи Бачина
Нападающие: Владимир Мартинец, Иржи Новак, Богуслав Штястны, Станислав Прыл, Йозеф Палечек, Владимир Файт, Франтишек Булис, Мартин Павличек, Вацлав Ганька, Милан Хейдук-старший, Радован Чижек
Тренер: Горимир Секера-старший

#### 1986/87
Вратари: Доминик Гашек, Михал Копачка
Защитники: Станислав Мечиар, Павел Марек, Петр Прайслер, Ян Левински, Иржи Зайдль, Милош Грубеш, Мартин Стршида
Нападающие: Иржи Шейба, Отакар Янецки, Иржи Ироутек, Мирослав Бажант, Зденек Чех, Ладислав Динис, Либор Герольд, Эвжен Мусил, Йозеф Славик, Иржи Коваржик, Ондржей Гершман, Лудвик Копецки, Петр Вршански, Петр Хлупач
Тренер: Карел Франек

#### 1988/89
Вратари: Доминик Гашек, Либор Барта
Защитники: Станислав Мечиар, Павел Марек, Роберт Вршански, Иржи Зайдль, Милош Грубеш, Мартин Стршида, Ян Филип, Томаш Срнка
Нападающие: Иржи Шейба, Отакар Янецки, Ладислав Лубина, Иржи Ироутек, Зденек Чех, Либор Герольд, Эвжен Мусил, Иржи Коваржик, Лудвик Копецки, Петр Вршански, Ян Черлински, Иржи Лупомески, Рихард Крал
Тренеры: Владимир Мартинец и Богуслав Штястны

### Чешская экстралига

#### 2004/05
Вратари: Ян Лашак, Ярослав Камеш
Защитники: Михал Розсивал, Давид Гавирж, Андрей Новотны, Ян Снопек, Петр Часлава, Петр Мудрох, Томаш Линхарт, Томаш Пацал
Нападающие: Милан Хейдук, Алеш Хемски, Ян Булис, Иржи Допита, Михал Микеска, Петр Пруха, Петр Коукал, Ян Коларж, Петр Сикора, Томаш Дивишек, Томаш Блажек, Томаш Ролинек, Михал Тврдик, Любомир Корхонь, Любомир Пиштек
Тренер: Владимир Мартинец

#### 2009/10
Вратари: Доминик Гашек, Мартин Ружичка
Защитники: Давид Гавирж, Ян Коларж, Якуб Накладал, Алеш Пиша, Вацлав Кочи, Марек Дртина, Джефф Джиллсон, Кевин Митчелл, Аарон Маккензи
Нападающие: Петр Коукал, Ян Коларж, Петр Сикора, Либор Пивко, Радован Сомик, Растислав Шпирко, Роберт Коусал, Томаш Зогорна, Лукаш Радил, Ян Стары, Ян Бухтеле, Иржи Цетковски, Даниэль Ракос, Адам Пино, Лукаш Находил, Ян Семорад, Томаш Клейна
Тренер: Вацлав Сикора и Ладислав Лубина

#### 2011/12
Вратари: Мартин Ружичка, Душан Салфицки
Защитники: Вацлав Бенак, Давид Гавирж, Ян Коларж, Владимир Сичак, Алеш Пиша, Вацлав Кочи, Марек Дртина, Кейси Борер, Ян Клобоучек
Нападающие: Петр Коукал, Ян Коларж, Радован Сомик, Роберт Коусал, Томаш Зогорна, Лукаш Радил, Ян Стары, Ян Бухтеле, Иржи Цетковски, Даниэль Ракос, Мартин Бартек, Лукаш Находил, Ян Семорад, Кори Элкинс, Ярослав Маркович, Мартин Шагат
Тренер: Павел Гинек

## Предыдущие названия
- 1923 — ЛТЦ
- 1949 — Сокол(слияние команд ЛТЦ и Рапид)
- 1950 — Славия
- 1952 — Динамо
- 1960 — Тесла
- 1991 — ХК Пардубице
- 1995 — Пойиштёвна
- 2003 — Мёллер
- 2009 — Итон
- 2011 — Пойиштёвна
- 2015 — Динамо

## Изъятые номера
- 3  Мартин Чех
- 5  Иржи Долана
- 6  Станислав Прыл
- 9  Доминик Гашек
- 10  Йозеф Палечек
- 10  Иржи Шейба
- 13  Владимир Мартинец
- 16  Карел Мах
- 17  Богуслав Штястны
- 20  Владимир Дворжачек
- 20  Иржи Новак
- 21  Милан Кодоусек
- 91  Отакар Янецки

## Известные игроки
Хоккейный клуб «Пардубице» славится тем, что его воспитанниками являются множество знаменитых хоккеистов. Ниже список чехословацких и чешских хоккеистов — воспитанников хоккея Пардубице, становившихся чемпионами мира, Олимпийских игр и обладателями кубка Стэнли.
|                   | ОИ   | ЧМ               | Кубок Стэнли |
| Доминик Гашек     | 1998 |                  | 2002, 2008   |
| Милан Хейдук      | 1998 |                  | 2001         |
| Владимир Мартинец |      | 1972, 1976, 1977 |              |
| Богуслав Штястны  |      | 1972, 1976       |              |
| Иржи Новак        |      | 1976, 1977       |              |
| Михал Сикора      |      | 1996, 2000       |              |
| Душан Салфицки    |      | 2000, 2001       |              |
| Йозеф Палечек     |      | 1972             |              |
| Франтишек Мусил   |      | 1985             |              |
| Иржи Шейба        |      | 1985             |              |
| Алеш Хемски       |      | 2005             |              |
| Петр Пруха        |      | 2005             |              |
| Томаш Ролинек     |      | 2010             |              |
| Петр Коукал       |      | 2010             |              |
| Петр Часлава      |      | 2010             |              |
| Томаш Мойжиш      |      | 2010             |              |
| ----------------- | ---- | ---------------- | ------------ |